# Desa Pucung (administrativ by i Indonesien, Jawa Tengah, lat -6,91, long 109,63)
Desa Pucung är en administrativ by i Indonesien.   Den ligger i provinsen Jawa Tengah, i den västra delen av landet, 300 km öster om huvudstaden Jakarta.